# Oenothera serrulata
Oenothera serrulata är en dunörtsväxtart. Oenothera serrulata ingår i släktet nattljussläktet, och familjen dunörtsväxter. Utöver nominatformen finns också underarten O. s. serrulata.